# Revue brésilienne du droit des animaux

La Revue brésilienne du droit des animaux est la première revue rapportée avec l'actuel débat sur le Droit des Animaux en Amérique latine, coordonnée par les Magistrats de Justice d'environnement du Ministère de l'État de Bahia, de Heron José de Santana et de Luciano Rocha Santana, établie dans 2006 et avec la régularité annuelle.
Cette revue juridique possède un caractère interdisciplinaire et compte avec la contribution de scientifiques nationaux et internationaux, comme le philosophe américain Tom Regan, le juriste américain David Favre, le philosophe brésilienne Sônia Felipe, à juriste brésilienne Edna Cardoso Dias, le magistrat brésilien Laerte Levai, le juriste français Jean-Pierre Marguenaud.
Elle est publiée par l'Institut abolitionniste animal dans partenariat avec le groupe de recherche dans Droit des Animaux de la Diplôme d'études approfondies de la Faculté de droit de l'Université fédérale de Bahia (UFBA), étant la publication basée à Salvador, dans l'État de Bahia.
Ce périodique est divisé dans une section doctrinale qui contient des articles nationaux et internationaux sur les plus distincts points de l'éthique appliquée aux animaux et au droit des animaux.